# Emily Thouy
Pour les articles homonymes, voir Thouy.
Emily Thouy  est une karatéka française née le 26 janvier 1993 à Clichy. 
Elle commence le karaté et la compétition au club de karaté « Clichy Wado-Ryu ». 
Emily montrera rapidement des prédispositions en kata et en kumité, mais sera obligée de mettre en retrait le kata de côté pour se spécialiser en kumité puisque le club de Clichy fait le choix de se spécialiser en kumité.
Elle entre au Pôle Espoir à Chatenay Malabry et remportera une médaille aux championnats du Monde Jeunes.
Aujourd'hui Emily est championne du monde par équipe aux championnats du monde de karaté 2012 à Paris puis vice-championne d'Europe par équipe aux championnats d'Europe de karaté 2013 à Budapest. 
Médaillée d'argent en kumite individuel des moins de 55 kg aux championnats du monde de karaté 2014 à Brême, elle remporte ensuite la médaille d'or en kumite individuel des moins de 55 kg aux championnats d'Europe de karaté 2015 à Istanbul. 
Elle est en outre titrée en individuel aux Jeux européens de 2015 à Bakou. Elle est sacrée championne du monde de kumite en moins de 55 kg à Linz en Autriche en 2016.
Emily est un des grands espoirs de titre pour les 1er Jeux Olympiques de karaté qui se déroulera à Tokyo en 2020.